# Blaston
Blaston – wieś w Anglii, w hrabstwie Leicestershire, w dystrykcie Harborough. Leży 24 km na południowy wschód od miasta Leicester i 125 km na północ od Londynu.